# Aracy Fróes
Aracy da Silva Fróes (Porto Alegre, 8 de fevereiro de 1907 — 29 de julho de 1977) foi uma professora, escritora e jornalista brasileira.

## Biografia
Filha do capitão de fragata Antônio da Silva Fróes Junior e de Elvira Coelho, estudou com Luíza de Azambuja e fez cursos de contabilidade e datilografia. Ganhou a vida trabalhando no comércio e dando aulas. Destacou-se como poetisa, deixando o volume Fragmentos d'alma (1936), e colaboradora de vários jornais, como A Federação, Correio do Povo, Diário de Notícias, Jornal da Manhã e Jornal da Noite, muitas vezes usando o pseudônimo Geralci.
Também foi colaboradora do jornal O Corymbo, um dos mais importantes jornais feministas do estado do Rio Grande do Sul. Foi membro do Instituto Rio-Grandense de Letras e em 12 de abril de 1943 participou da fundação da Academia Literária Feminina do Rio Grande do Sul, assumindo um posto na primeira Diretoria como tesoureira, e depois colaborou com a entidade ocupando a cadeira nº 6. Seu nome batiza uma rua em Porto Alegre.
Em 2018 foi homenageada pela Câmara de Porto Alegre junto com as outras fundadoras da ALFRS, quando o vereador Reginaldo Pujol assim se referiu a elas: "São essas mulheres, as novas Anitas, e essas agora voltadas para a literatura, para a poesia, para a prosa, para o verso, mais uma vez a acentuar esse compromisso com a brasilidade, com a cultura nacional e muito especificamente com a cultura regional".